# Chase (serie de televisión)
Chase es una serie estadounidense dramática policíaca creada por Jennifer Johnson para NBC. Jerry Bruckheimer y Johnson sirven como productores ejecutivos para la serie. La serie salía al aire los lunes a las 22:00 y se estrenó el 20 de septiembre de 2010. Chase, luego de un hiato, regresó los miércoles a las 21:00. El 19 de octubre de 2010, se ordenó una temporada completa con 22 episodios, pero esto fue para cortar a los 18 en diciembre. El 3 de febrero de 2011, el show fue puesto en pausa sin plan de seguir con los siguientes episodios. El 6 de abril de 2011, NBC anunció que los cinco restantes episodios se emitirían las noches de los sábados desde el 23 de abril de 2011.

## Premisa
Chase trata sobre Annie Frost (Kelli Giddish), una Marshal de los Estados Unidos, y su equipo de aprehensión de fugitivos que siguen a peligrosos criminales en el sur de Texas.

## Elenco

### Elenco principal
- Kelli Giddish como Annie Nolan Frost.
- Cole Hauser como Jimmy Godfrey.
- Amaury Nolasco como Marco Martinez.
- Rose Rollins como Daisy Gladys Ogbaa (episodios 1-16).
- Jesse Metcalfe como Luke Watson.

### Papeles recurrentes
- Travis Fimmel como Mason Boyle (2 episodios).
- Eddie Cibrian como Ben Crowley (3 episodios).
- Siena Goines como Natalie (4 episodios).

## Desarrollo y producción
NBC tomó el guion escrito por Jennifer Johson, con un piloto en septiembre de 2009. Johnson serviría como productora ejecutiva, junto con Jerry Bruckheimer y Jonathan Littman. David Nutter firmó para dirigir el piloto.
Los anuncios para el casting comenzaron la segunda semana de febrero de 2010. Rose Rollins fue la primera en ser elegida, en el papel de Daisy Ogbaa, la especialista en el equipo de armas. Esto fue seguido a los anuncios de Jesse Metcalfe como Luke Watson, un Marshal de Washington D. C. y Cole Hauser. Amaury Nolasco apareció unos días después para interpretar al veterano policía Marco Martínez.
El papel del personaje central, Annie Frost, fue ofrecido a la actriz Maria Bello, Tea Leoni, y Christina Applegate. Los productores estaban buscando una "actriz protagonista fuerte" para el papel de Frost. Finalmente Kelli Giddish tuvo el papel a finales de febrero.
El piloto toma lugar en Houston, Texas, y fue filmado en Dallas y Anna, Texas en marzo. NBC ordenó Chase el 10 de mayo de 2010.
El 3 de diciembre de 2010, el orden de episodios de Chase fue cambiado de 22 a 18.

## Recepción
El show ha recibido críticas mixtas, ganando 48 de 100 en Metacritic.